# مونيك اولسن
مونيك اولسن (بالبرتغالية: Monique Olsen‏) هي عارضة برازيلية، ولدت في 2 سبتمبر 1990 في لاخيس في البرازيل.

## روابط خارجية
- مونيك اولسن على موقع دليل عارضات الأزياء (الإنجليزية)